# Alex Brosque
Alex Brosque (* 12. říjen 1983) je australský fotbalista.

## Reprezentace
Alex Brosque odehrál 21 reprezentačních utkání. S australskou reprezentací se zúčastnil Oceánského poháru národů 2004.

## Statistiky
| Austrálie | Austrálie | Austrálie |
| Roky      | Záp.      | Góly      |
| --------- | --------- | --------- |
| 2004      | 3         | 0         |
| 2005      | 0         | 0         |
| 2006      | 1         | 0         |
| 2007      | 0         | 0         |
| 2008      | 0         | 0         |
| 2009      | 0         | 0         |
| 2010      | 1         | 0         |
| 2011      | 5         | 3         |
| 2012      | 9         | 2         |
| 2013      | 2         | 0         |
| Celkem    | 21        | 5         |